# Alex Gough (Rennrodlerin)
Alex Gough (* 12. Mai 1987 in Calgary, Alberta) ist eine ehemalige kanadische Rennrodlerin und aktuelle Sportfunktionärin. Seit Juni 2021 ist sie Präsidentin des kanadischen Rennrodelverbandes Luge Canada.

## Werdegang

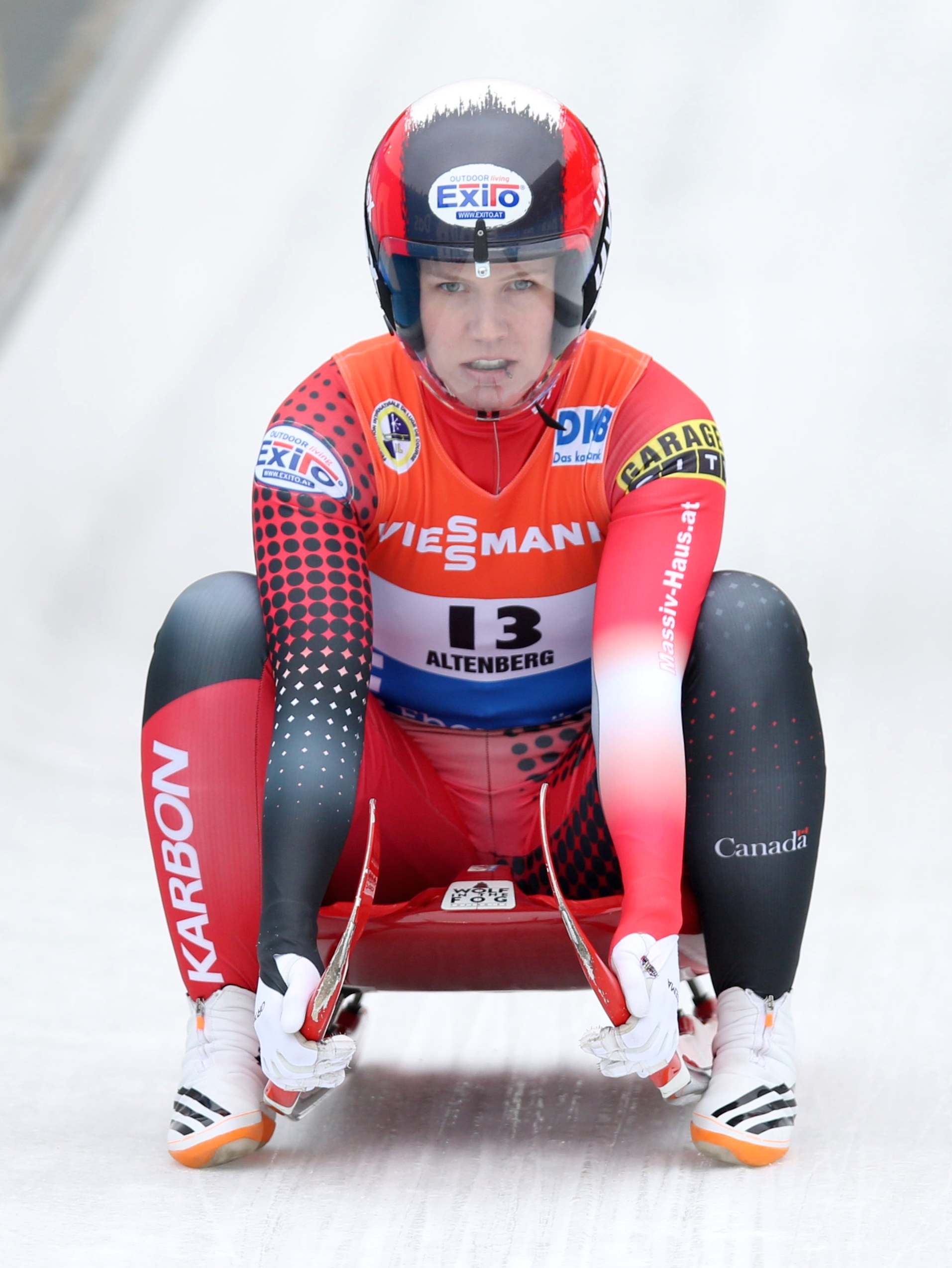
Alex Gough beim Weltcup in Altenberg (2017)

Alex Gough begann 1999 mit dem Rennrodeln, seit 2003 gehörte sie dem kanadischen Nationalkader an. Ihren ersten Auftritt auf der internationalen Bühne hatte sie bei den Rennrodel-Weltmeisterschaften 2005 in Park City, wo sie 30. wurde. Seit der Saison 2005/06 startet sie auch im Rennrodel-Weltcup (25. Plätze im Gesamtweltcup ihrer beiden ersten Saisonen). Beste Ergebnisse ihrer ersten Saison waren der elfte Rang auf ihrer Heimbahn in Calgary und der dritte Platz bei den kanadischen Meisterschaften. Höhepunkt der Saison wurde die Teilnahme an den Olympischen Winterspielen 2006 von Turin. Eigentlich sollte Gough für die Spiele 2010 aufgebaut werden, erreichte aber schon in Cesana einen 20. Platz. Die Rennrodel-Weltmeisterschaften 2007 beendete sie als 24. 2009 verpasste sie in Lake Placid als Viertplatzierte knapp eine Medaille. Auch sonst verlief die Saison 2008/09 erfolgreich. Im Mannschaftswettbewerb von Altenberg wurde sie mit dem kanadischen Team Zweite, in der Gesamtwertung des Weltcups kam sie auf den achten, im Challenge-Cup auf den siebten Rang. In sechs Weltcup-Rennen fuhr Gough auf Top-Ten-Plätze, bestes Resultat wurde Rang sechs in Calgary. Bei den kanadischen Meisterschaften 2009 gewann sie den Titel.
Die olympische Saison 2009/10 verlief in etwa genauso erfolgreich. Im Gesamtweltcup wurde sie Siebte, in Igls und Cesana verpasste sie als Viertplatzierte knapp Podiumsplatzierungen. Weniger erfolgreich verliefen die Olympischen Winterspiele 2010 im heimischen Kanada. Bei den Wettkämpfen von Vancouver gehörte Gough zum erweiterten Favoritenkreis, erreichte aber nur einen 18. Platz. Einen Leistungssprung machte die Kanadierin in der nacholympischen Saison 2010/11. Nachdem sie zum Saisonauftakt im Weltcup von Igls nur 21. wurde, kam sie im folgenden Rennen in Winterberg auf den dritten Rang und damit erstmals auf Podium. Auch in Park City und Königssee erreichte sie diese Platzierung. Bei den Rennrodel-Weltmeisterschaften 2011 in Cesana wurde sie hinter Tatjana Hüfner und Natalie Geisenberger Dritte und gewann als erste Kanadierin eine Medaille bei Rennrodel-Weltmeisterschaften. Am 12. Februar 2011 gewann sie in Paramonowo ihr erstes Weltcuprennen und beendete damit eine über 13 Jahre andauernde Siegesserie deutscher Rodlerinnen im Weltcup. Bei den Weltmeisterschaften 2013 auf der Heimbahn in Whistler gewann sie die Bronzemedaille im Einzel und Silber mit der kanadischen Teamstaffel.
Bei den Olympischen Spielen 2014 in Sotschi lag Gough nach dem ersten Lauf der Einzelkonkurrenz auf Position fünf und verbesserte sich mit einem guten zweiten Lauf auf Platz vier. Mit der kanadischen Mannschaft, die beim letzten Großereignis 2013, der WM in Whistler, Silber errungen hatte, gelang nur der knappe Einlauf hinter den drittplatzierten Letten. Bei den Weltmeisterschaften 2015 in Sigulda gewann sie mit der Teamstaffel die Bronzemedaille. Ihren letzten Weltcupsieg feierte sie im Dezember 2016 in Whistler. Alex Gough gewann bei den Olympischen Winterspielen 2018 in Pyeongchang bei ihren vierten Spielen das erste Mal Edelmetall. Im Einsitzer erreichte sie den dritten Platz und gewann Bronze, während sie in der Team-Staffel mit Samuel Edney, Justin Snith und Tristan Walker den zweiten Rang belegte und Silber holte. Nach der Saison 2017/18 beendete sie ihre aktive Karriere und wurde Mitglied des Vorstands des kanadischen Rennrodelverbandes. Nach dem Rücktritt von Steve Harris übernahm sie im Juni 2021 den Posten der Präsidentin von Luge Canada.

## Erfolge

### Weltcupsiege
Einzel
| Nr. | Datum         | Ort              | Bahn                                              |
| --- | ------------- | ---------------- | ------------------------------------------------- |
| 1.  | 12. Feb. 2011 | Paramonowo       | Bobbahn Paramonowo                                |
| 2.  | 16. Dez. 2011 | Calgary          | Bob- und Rennschlittenbahn im Canada Olympic Park |
| 3.  | 13. Dez. 2014 | Calgary (Sprint) | Bob- und Rennschlittenbahn im Canada Olympic Park |
| 4.  | 10. Dez. 2016 | Whistler         | Whistler Sliding Centre                           |

Teamstaffel
| Nr. | Datum         | Ort            | Bahn                        |
| --- | ------------- | -------------- | --------------------------- |
| 1.  | 29. Dez. 2009 | Innsbruck-Igls | Olympia Eiskanal Igls       |
| 2.  | 27. Dez. 2011 | Innsbruck-Igls | Kunsteisbahn Bob-Rodel Igls |